# Drymonia solitaria
Drymonia solitaria là một loài thực vật có hoa trong họ Tai voi. Loài này được (Rusby) Wiehler mô tả khoa học đầu tiên năm 1973.